# Misty Circles
«Misty Circles» —en español: «Círculos brumosos»— es una canción escrita y grabada por la banda inglesa Dead or Alive. Fue coproducida por la banda y Zeus B. Held y publicada como el primer sencillo del álbum debut de Dead or Alive, Sophisticated Boom Boom.

## Antecedentes
«Misty Circles» fue la primera canción publicada por Dead or Alive después de firmar con un gran sello discográfico, Epic Records. Los anteriores sencillos publicados de la banda se editaron de manera independiente. Esta canción no tuvo mucho éxito, pero logró ser número 100 en la UK Singles Chart. En 1984, la canción apareció como lado B de «You Spin Me Round (Like a Record)». Como ambos lados lograron difusión significativa en discotecas americanas, entraron en las listas juntos como un éxito de dos caras en la lista Hot Dance Club Play estadounidense, alcanzando la cuarta posición. El grupo la interpretó ante un público en directo en Razzmatazz, donde Burns aparece con trenzas, vistiendo un traje de Vivienne Westwood y un gran sombrero similar al que Boy George llevaba entonces, creando así una fricción temporal entre los dos intérpretes durante un corto periodo de tiempo.

## Lista de canciones
| UK 7" |                                |          |  |
| N.º   | Título                         | Duración |  |
| 1.    | «Misty Circles»                | 3:45     |  |
| 2.    | «Misty Circles (Instrumental)» | 3:44     |  |

| UK 12" |                             |          |  |
| N.º    | Título                      | Duración |  |
| 1.     | «Misty Circles (Dance Mix)» | 9:14     |  |
| 2.     | «Misty Circles (Dub Mix)»   | 6:14     |  |
| 3.     | «Selfish Side»              | 2:35     |  |

## Rendimiento en las listas
El sencillo supuso la primera entrada del grupo en la UK Singles Chart en junio de 1983, así como su sencillo con posición más baja, alcanzando el #100. También gracias a su difusión en discotecas estadounidenses, alcanzó #4 en la lista Hot Dance Club Play 1983.
| Lista(1983)                        | Mejor posición |
| ---------------------------------- | -------------- |
| UK Singles Chart                   | 100            |
| U.S. Billboard Hot Dance Club Play | 4              |